# J.-J. Gagnier
Pour les articles homonymes, voir Gagnier.
 (Septembre 2023).
Jean-Josaphat Gagnier ou J.-J. Gagnier, né le 2 décembre 1885 à Montréal et mort le 16 septembre 1949, est un clarinettiste, bassoniste, chef d'orchestre, compositeur et pédagogue québécois.

## Biographie
J.-J. Gagnier est né dans une importante famille de musiciens. Il étudie d'abord la clarinette avec son père Joseph Gagnier puis le basson et le piano avec Alexis Contant et Romain-Octave Pelletier l'Ancien, et la théorie avec Orpha-F. Deveaux, Romain Pelletier et Charles Tanguy.
Il débute à l'âge de 14 ans comme instrumentiste dans divers orchestres de Montréal, puis remarqué par l'imprésario Frank Stephen Meighen , il dirige rapidement différents orchestres - symphonique, opéra ou militaire - (comme le Canadian Grenadier Guards Band). En tant que chef d'orchestre invité, il voyage aux États-Unis et dans tout le Canada. En 1933, il organise un concert dédié à Calixa Lavallée avec des morceaux inédits qu’il avait lui-même découverts dans des collections privées.
En 1942, il fonde le Gagnier Woodwind Quintet avec quatre de ses frères parmi lesquels René Gagnier. Il dirigera le quintet jusqu'en 1949.
Il travaillera également à l'organisation des programmes pour la radio canadienne.
Parallèlement et tout au long de sa carrière, en tant que docteur en musique, diplômé de l'Université de Montréal , il a enseigné au Collège de Montréal, au Conservatoire national de Montréal et à l'Université McGill,.

## Hommage
Une rue et un espace vert de Montréal : le Parc J.-J.-Gagnier portent son nom.

## Œuvres principales
- Kiosque à Musique - (Le) Kiosque 1900
- L'intruse
- Leid
- Marches du Québec -ROYAL 22ND REGIMENT BAND: Heritage of the March, Vol. 54
- Nuit d'été
- Trois esquisses musicales [3]
- Adestes fidèles[4]
- Berceuse pour un enfant que n'est pas né
- La dame de cœur : ouverture [5]